# Theridion caliginosum
Theridion caliginosum là một loài nhện trong họ Theridiidae.
Loài này thuộc chi Theridion. Theridion caliginosum được Brian John Marples miêu tả năm 1955.